# James E. McGaha
| 31451 Joenickell     | 9 febbraio 1999  |
| 97336 Thomasafleming | 16 dicembre 1999 |

James E. McGaha (1946) è un astronomo amatoriale statunitense, ex-pilota militare.
Il Minor Planet Center gli accredita la scoperta di sei asteroidi, effettuate tra il 1999 e il 2000.
Gli è stato dedicato l'asteroide 10036 McGaha.